# تارپینا، استرالیای جنوبی
تارپینا (به انگلیسی: Tarpeena) یک شهرک در استرالیا است که در شورای کمک هزینه منطقه واقع شده است.